# District de Uiryeong
Le district de Uiryeong est un district de la province du Gyeongsang du Sud, en Corée du Sud.